# Paolo Trubetskoi
Paolo Trubetskoi (se'l coneix com a Paolo per haver nascut a Itàlia) o Pàvel Petróvitx Trubetskoi rus: Павел Петрович Трубецкой, Intra di Verbania, 15 de febrer de 1866 - Novara, 12 de febrer de 1938) Escultor i pintor rus nascut a Itàlia. Destacat en l'art impressionista.

## Biografia
Descendia d'una noble i acabalada família; sent fill del príncep Piotr Trubetzkoi, diplomàtic rus a Itàlia, i de la pianista nord-americana Ada Winans. En la seva obra, va influir notablement Auguste Rodin i, en general, l'art milanès, ja que també es va formar en els tallers de Giuseppe Grandi a Milà.
Va tenir una formació autodidacta, començant a prendre com a models els cavalls que hi havia en les cavallerisses de la seva pròpia casa; destacant Nella Stalla, Elefant i Bue, que van ser molt reeixides quan van ser exhibides en una exposició d'art a Venècia el 1887.
Desinteressat pels estils de la seva època, i sense deixar-se influenciar per cap en particular, va aconseguir un modelatge personal en el qual solament es pretenia representar l'expressió dels moviments.
Entre les seves obres primerenques destaca el retrat del pintor Giovanni Segantini (1896, Verbania, Museu Paesaggio)
El 1890, Trubetskoi va participar en el concurs per al monument a Garibaldi a Milà. El seu projecte va guanyar el primer premi, i sobre la seva dignitat va escriure un gran article el famós escriptor italià D'Annunzio.
Trubetskoi va participar diverses vegades en exposicions internacionals, també a Rússia. El 1896 va realitzar el monument al senador Carlo Cadorna a Verbania-Pallanza. L'any 1897 va ser memorable per a Trubetskoi, ja que va participar en la Biennal de Venècia.
Va provocar l'admiració de diversos artistes; entre ells, la del mateix Auguste Rodin; quan va tenir una exposició en la galeria Hébrard, de París (França); encara que també va tenir el rebuig d'uns altres, que no comprenien que aquest art pretenia plasmar el natural, sense cap condicionant cultural.
Dins de la seva vida personal destaca la seva tendència al vegetarianisme, perquè ell sentia que era molt cruel matar animals indefensos per després menjar-se'ls. El seu amic (i col·lega vegetarià), George Bernard Shaw, deia d'ell, amb un punt d'humor:
Gradualment, fou perfeccionant-se en la seva tècnica, buscant realitzar obres molt més completes.

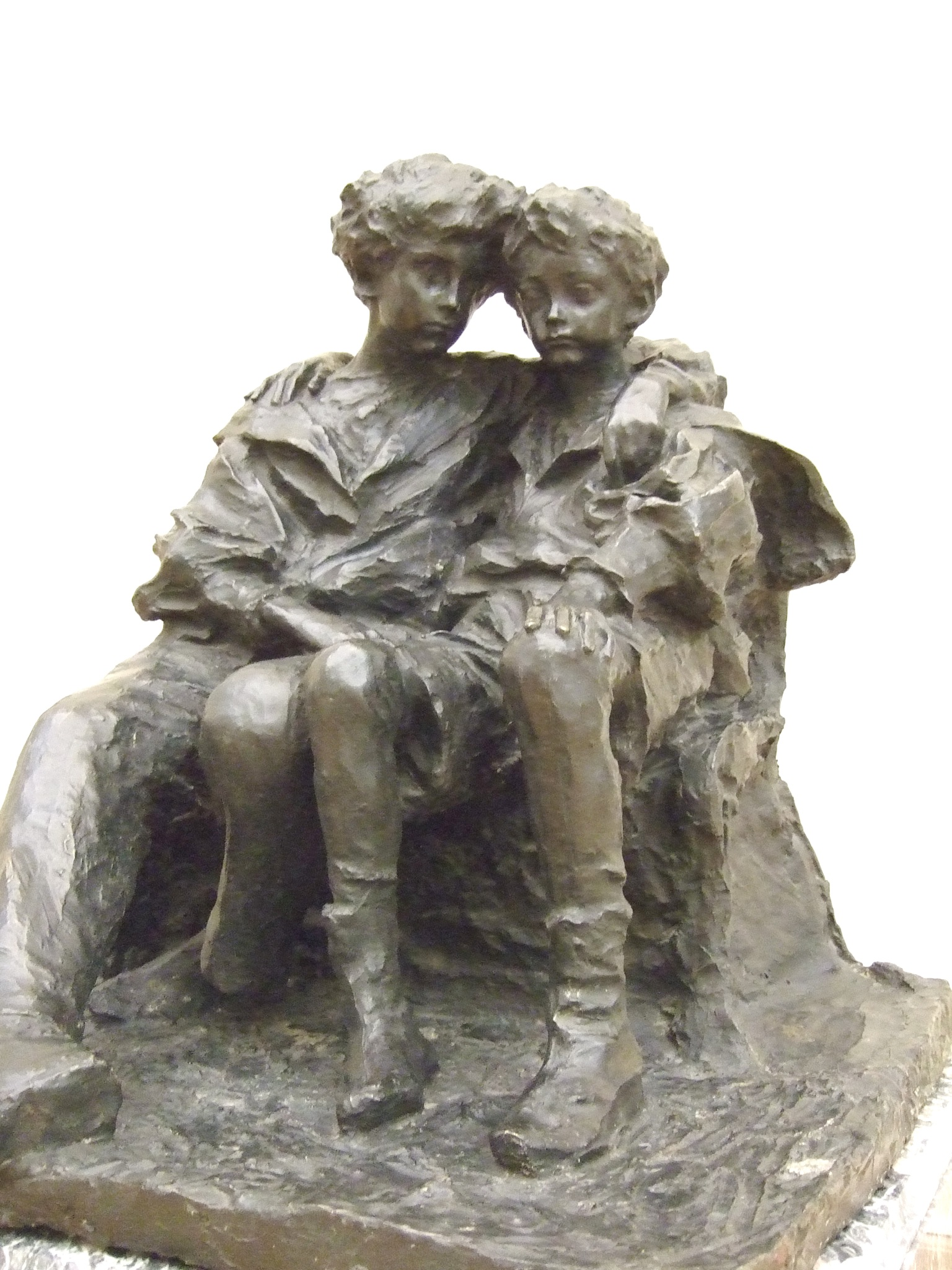
"Els nens", escultura feta per Paolo Trubetzkoy el 1900.

L'Acadèmia Imperial de les Arts de Moscou el va cridar per impartir classes d'escultura, romanent en aquest institut per nou anys (1897-1906). En aquesta institució, mai va voler vincular als seus alumnes amb les figures clàssiques.
Va ser un artista reconegut pels seus contemporanis: va guanyar el Grand Prix de l'Exposició Universal de París (1900) i va contribuir amb una sèrie de bronzes al Salon d'Automne (1904).
La major i més coneguda de les seves obres és la monumental estàtua eqüestre del tsar rus Alexandre III de Rússia a Sant Petersburg. El monument va ser inaugurat el 1909 sobre l'Avinguda Nevski, prop de la terminal de trens, estació de Moscou. Després de la Revolució Russa de 1917, el govern soviètic retira el monument del carrer principal al rere-pati del Museu Rus de Sant Petersburg. Després del col·lapse de la Unió Soviètica, el monument al tsar Alexandre III es va col·locar davant del Palau de Marbre, prop del moll del riu Nevà.
En finalitzar aquesta etapa de la seva vida a Rússia, decideix traslladar-se a París, i un temps més tard, als Estats Units.
En 1932 torna a Itàlia, a Pallanza, prop del Llac Maggiore, i segueix exposant i estant actiu. Mor a Novara el 12 de febrer de 1938.

## Galeria

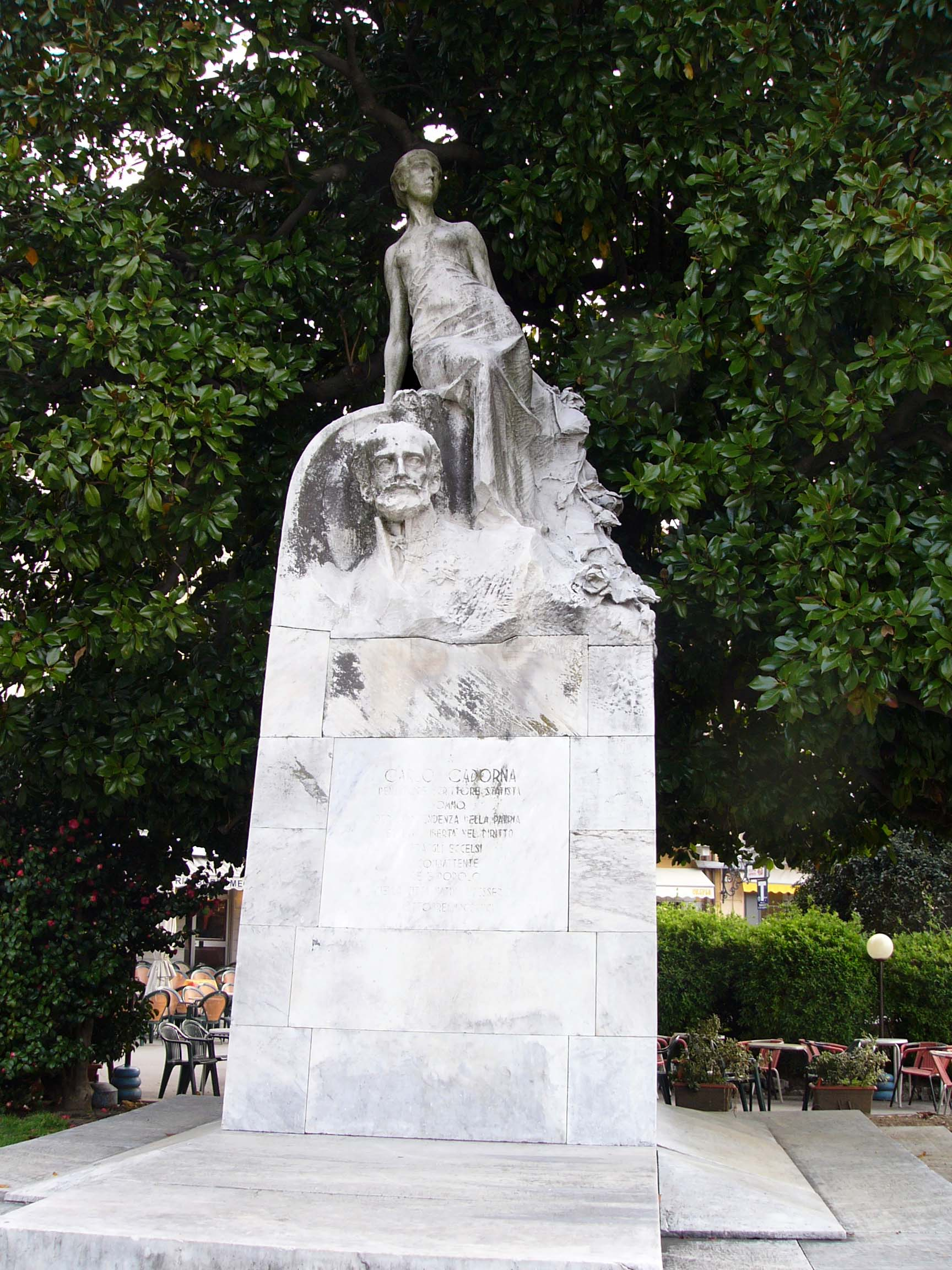
Monument a Carlo Cadorna a Verbania-Pallanza.
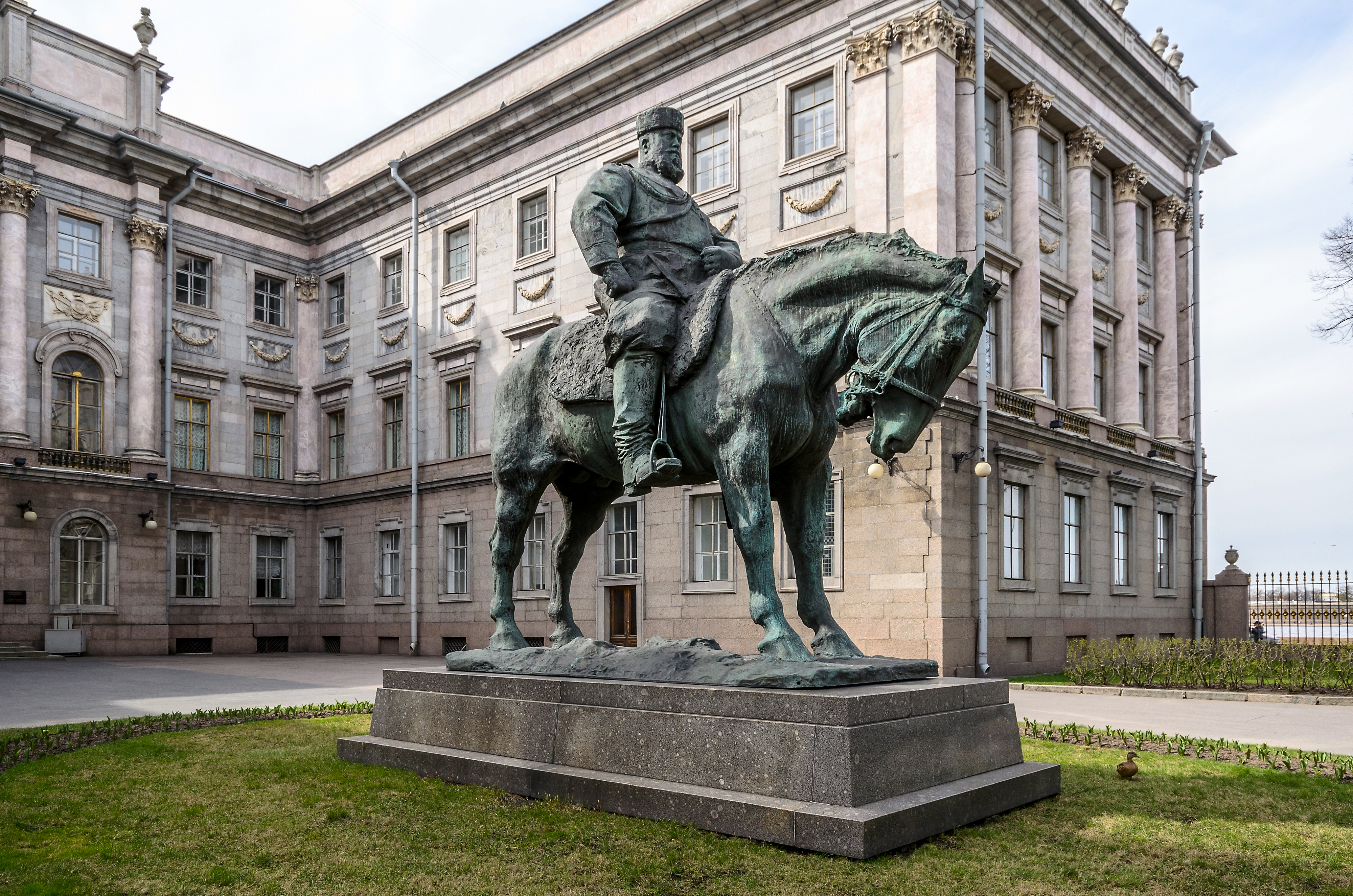
Monument a Alexandr III davant del Palau de Marbre a Sant Petersburg.
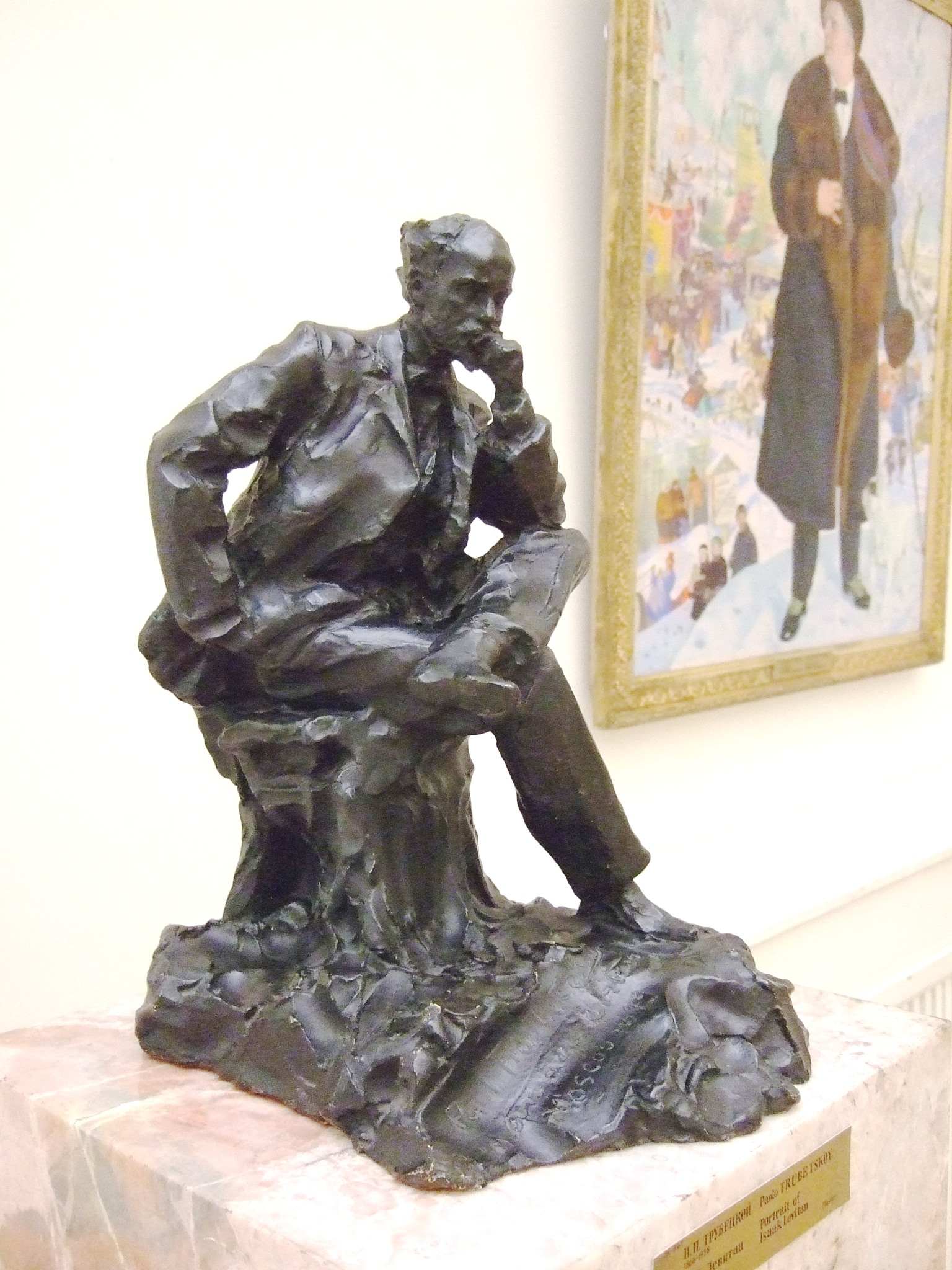
Retrat de Isaac Levitan.
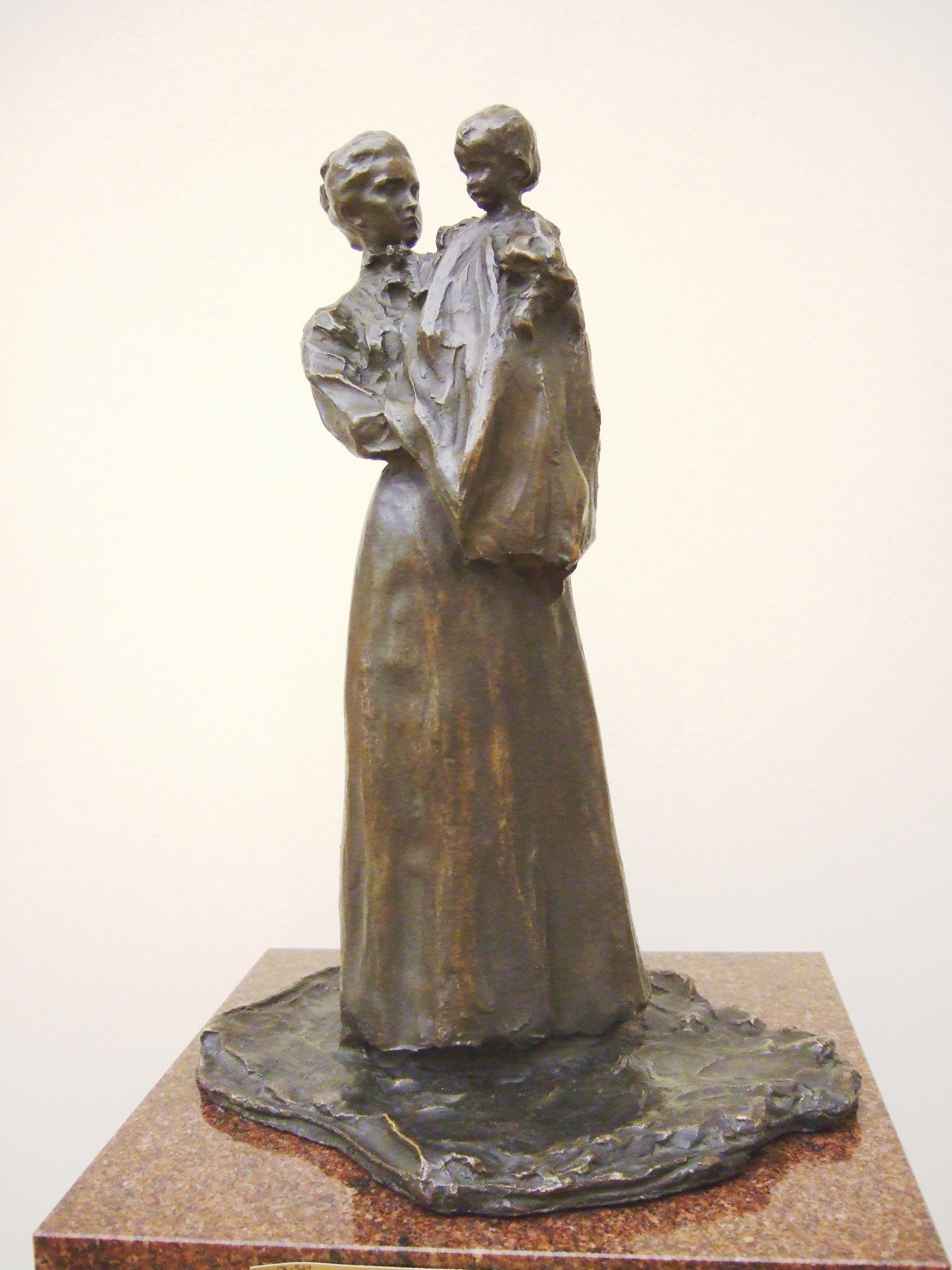
Retrat de princesa M.N. Gagarina amb la seva filla Marina.
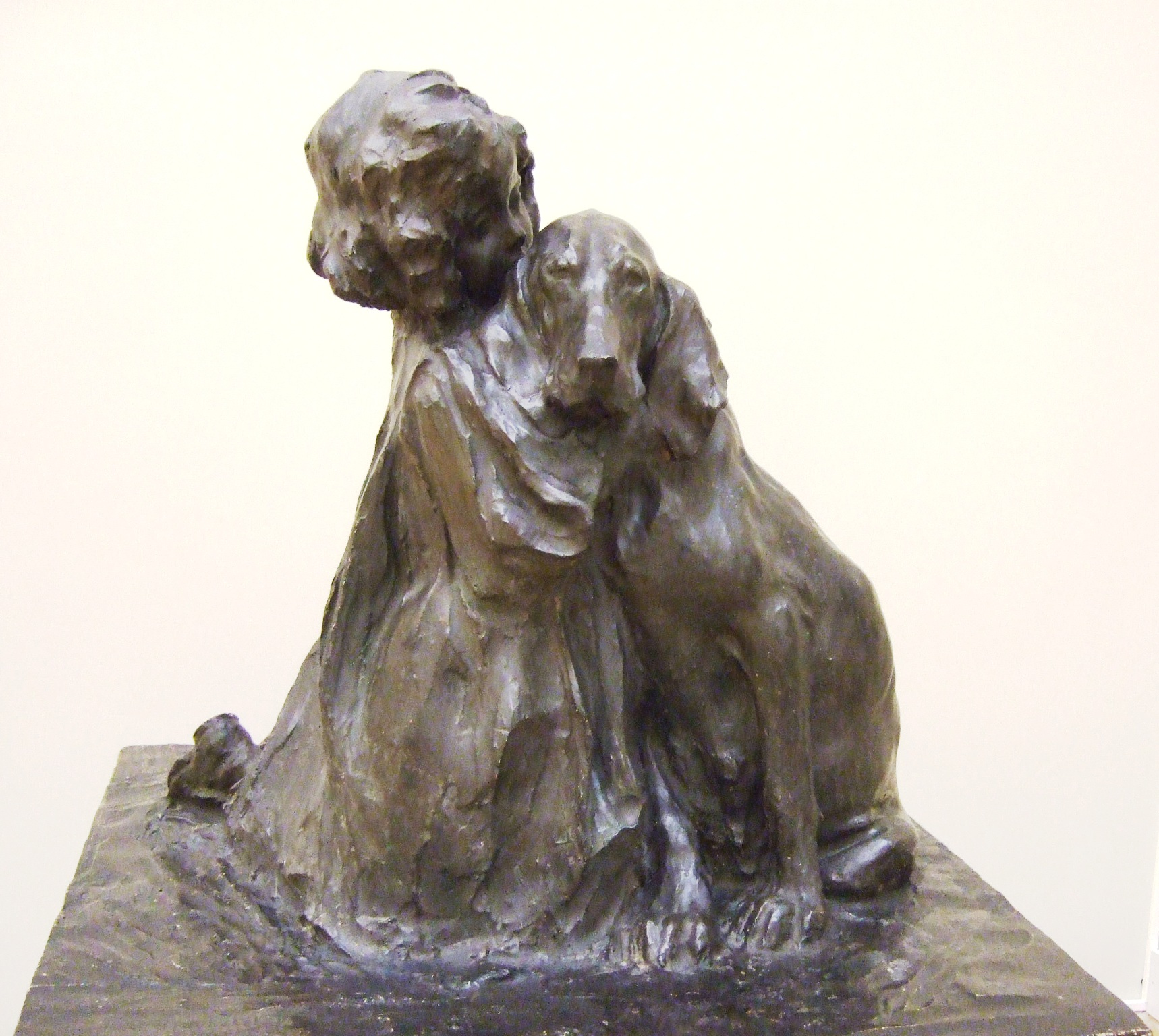
Amics.
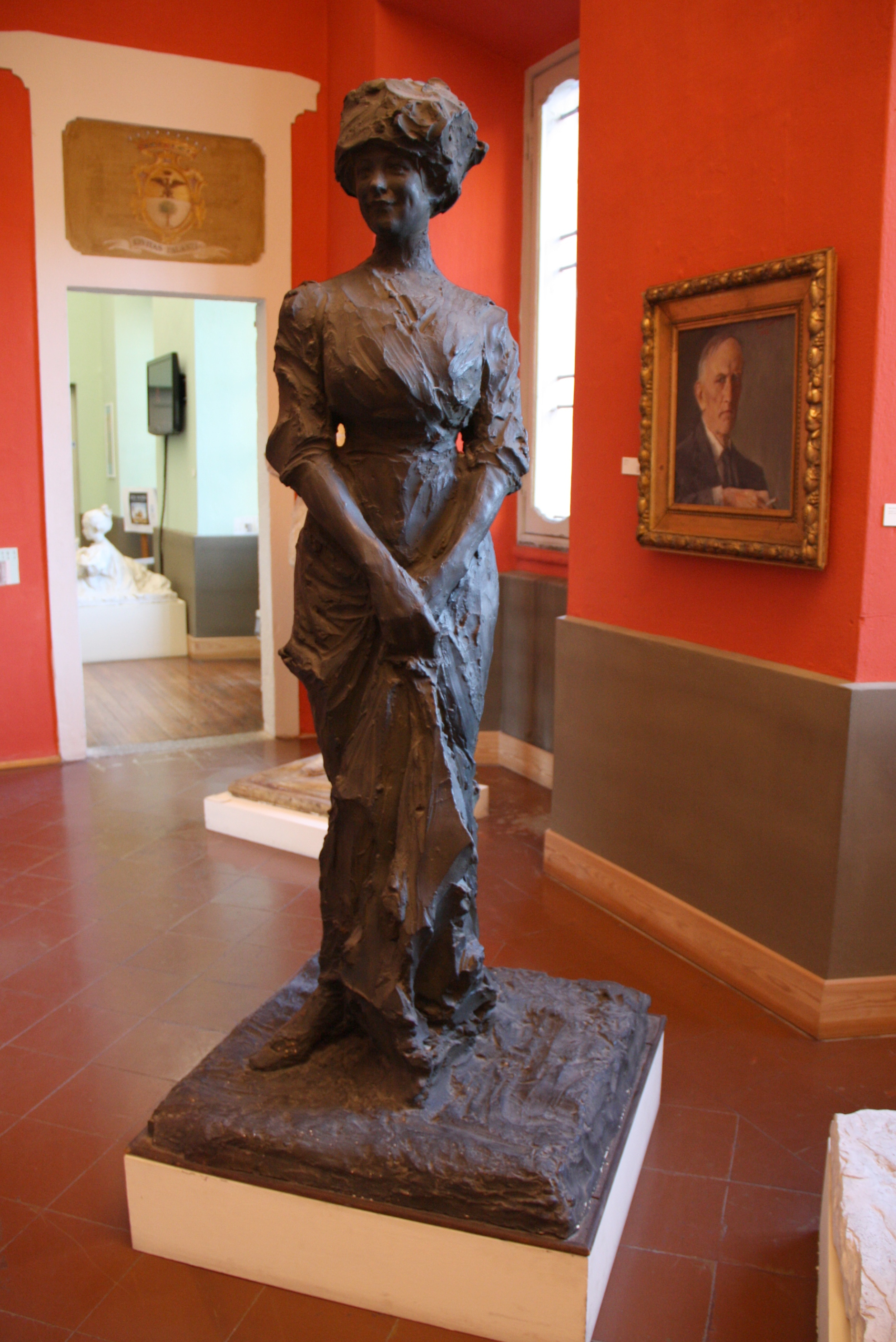
La seva dona.
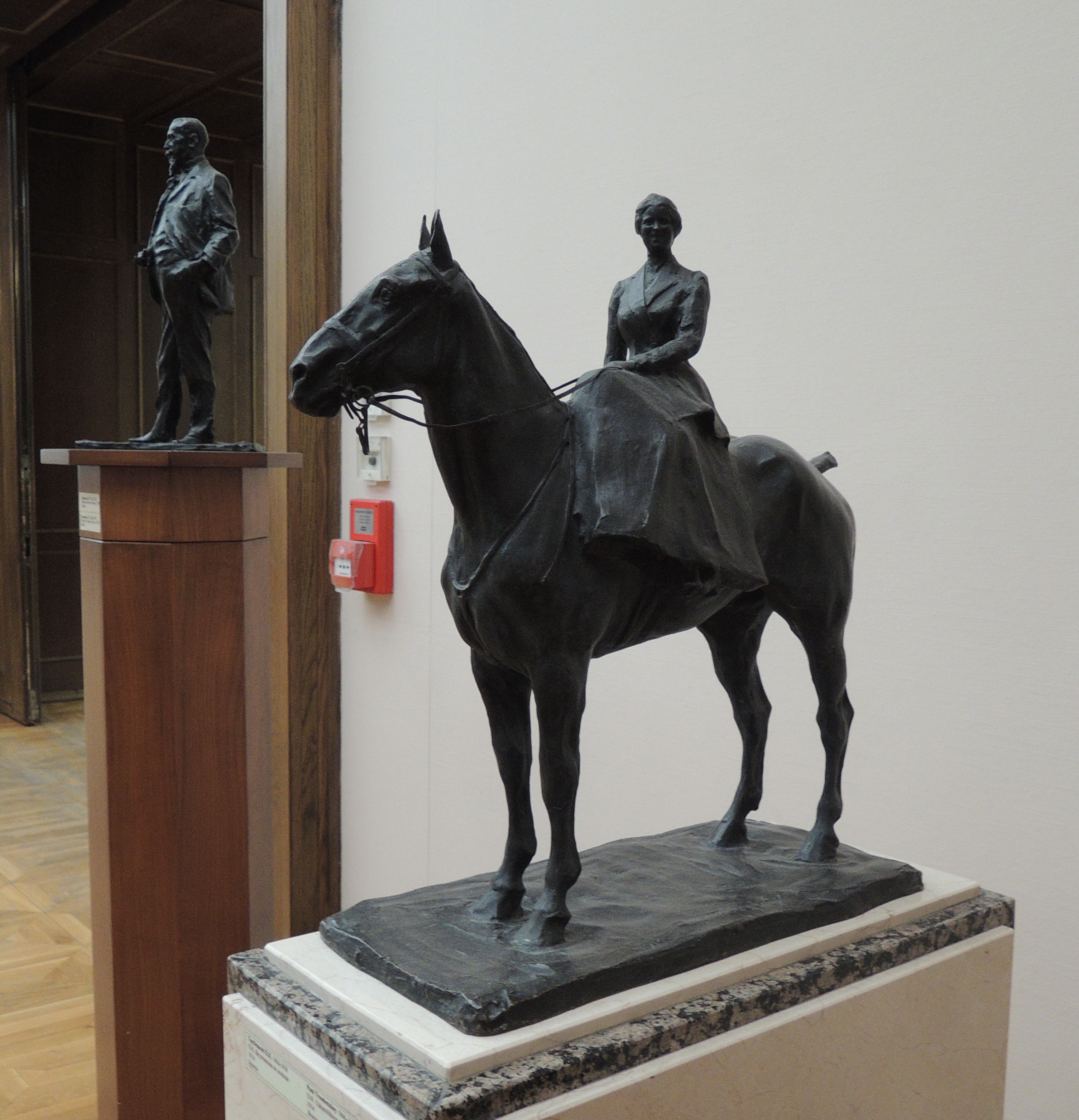
Iakunxikova a caball.